# Зума, Джейкоб
Джейкоб Гедлейихлекиса Зума (зулу Jacob Gedleyihlekisa Zuma; род. 12 апреля 1942) — южноафриканский политический деятель, президент ЮАР с 9 мая 2009 по 14 февраля 2018 года.
Вице-президент ЮАР с 14 июня 1999 по 14 июня 2005 года, председатель правящей партии Африканский национальный конгресс с 18 декабря 2007 по 18 декабря 2017 года.

## Биография

### Молодые годы
Джейкоб Зума родился 12 апреля 1942 года в Инкандла, Квазулу-Натал, ЮАР. Принадлежит к зулусскому народу.
Его отец был полицейским и умер, когда Зума был ребёнком. Его мать была домработницей. Он не получил формального школьного образования. У него два брата — Майкл и Джозеф.
В 1959 году вступил в Африканский национальный конгресс, в 1963 году — в Южно-Африканскую коммунистическую партию.
С 1975 по 1990 год, как большинство членов АНК, находился в изгнании в Свазиленде, Мозамбике и Замбии. Одним из первых вернулся в страну, когда запрет на АНК был отменён.
Зума был автором многих скандальных высказываний, касающихся в частности однополых браков и подростковой беременности. Также против Зумы выдвигались обвинения в изнасиловании в 2005 году и коррупции. Зума был оправдан судом по всем обвинениям, хотя его сторонников обвиняли в давлении на суд, включая организацию митингов и демонстраций вокруг здания суда.

### Должность президента ЮАР

#### Первый срок
6 мая 2009 года 277 голосами членов Национальной ассамблеи был избран четвёртым Президентом ЮАР со времён падения режима апартеида.
18 марта 2010 года в Национальной ассамблее депутатами от оппозиционной партии «Конгресс народа» был поднят вопрос о вынесении вотума недоверия президенту Зуме. Их поддержала крупнейшая оппозиционная сила страны «Демократический альянс». Поводом стала информация о наличии у Зумы внебрачного ребёнка. Кроме того, президенту ставились в вину незадекларированные в срок доходы. По итогам голосования вотум недоверия из 400 членов Национальной ассамблеи поддержали лишь 84 депутата при 241 голосе против, ещё 75 депутатов воздержались или отсутствовали.

#### Второй срок
21 мая 2014 года Джейкоб Зума был избран на второй пятилетний срок на первом заседании нового состава Национальной ассамблеи после парламентских выборов 7 мая, на которых Африканский национальный конгресс получил более 62 % голосов и 249 мандатов в 400-местной палате. Так как Зума был единственным кандидатом, голосование не проводилось. Верховный судья Мохоенг Мохоенг, ведший первое заседание палаты, сказал:
Я объявляю Джейкоба Зуму избранным президентом Южно-Африканской республики.
Президент России Владимир Путин в телеграмме поздравил Зуму с переизбранием, отметив дружественный характер отношений между Россией и ЮАР, сообщил, что рассчитывает на продолжение конструктивного сотрудничества и, поблагодарив Зуму за приглашение на церемонию инаугурации, добавил, что российскую делегацию возглавит спикер нижней палаты российского парламента Сергей Нарышкин.

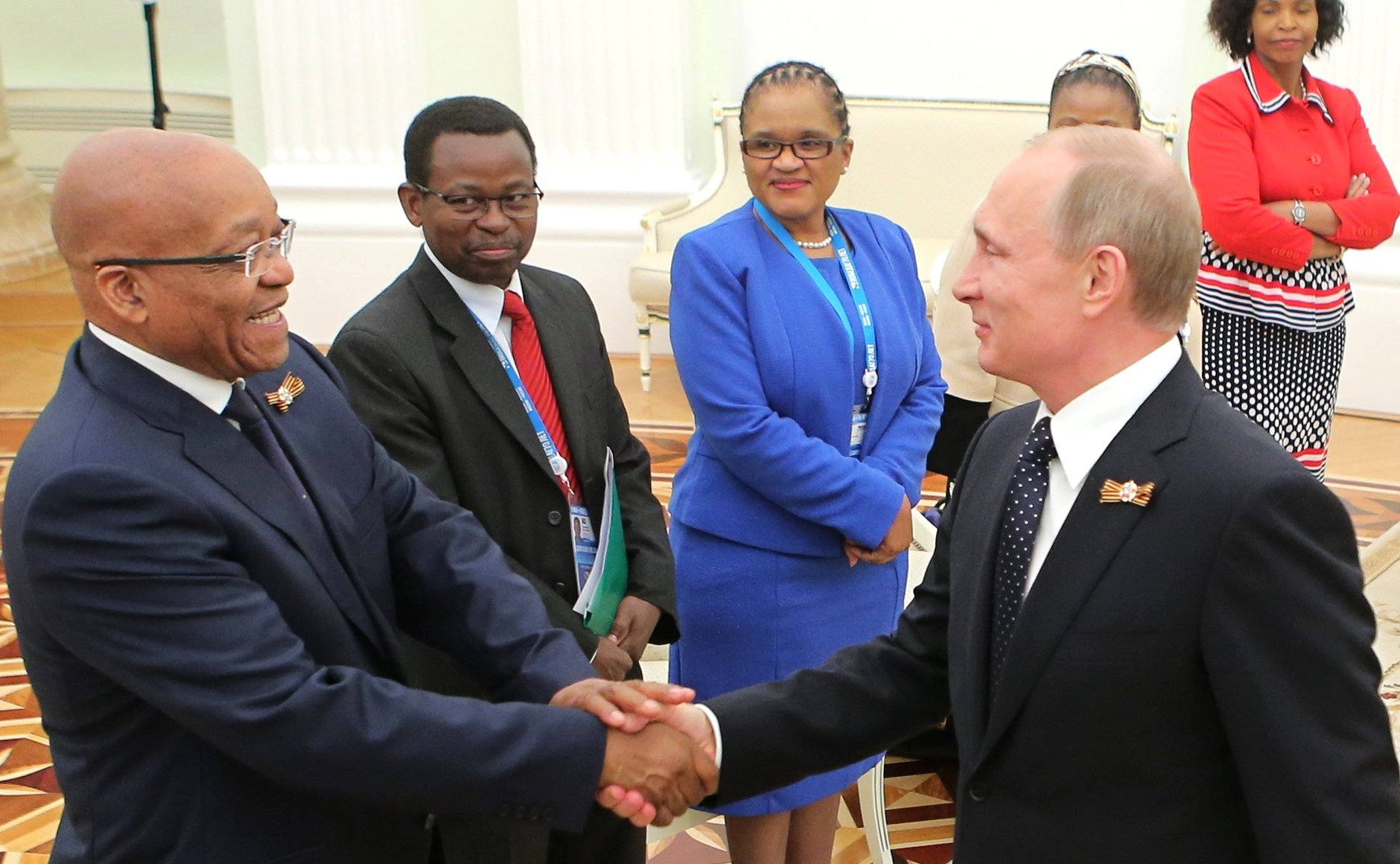
Встреча Джейкоба Зумы с Владимиром Путиным. Москва, 9 мая 2015 года

24 мая в президентском дворце в Претории Джейкоб Зума был приведён к присяге на второй срок. На церемонии инаугурации присутствовало около 4 тысяч гостей, в том числе делегации России, Индии и Китая. США и Великобритания воздержались от направления своих представителей. В своей инаугурационной речи Зума заявил, что «мы продолжим работу в таких форумах, как БРИКС, чтобы сделать мир более честным и справедливым», дав клятву быть гарантом конституции и закона, прилагать все усилия для улучшения жизни народа ЮАР и защищать территорию страны. После инаугурации он заявил, что основной акцент в своей работе новое правительство сделает на экономическом развитии и проектах по инфраструктурному строительству, чтобы создать большое количество новых рабочих мест.
25 мая Джейкоб Зума назначил Сирила Рамафосу на должность вице-президента ЮАР и огласил список нового правительства, заявив, что появились новые министерство связи и почты, министерство водных ресурсов и санитарии и министерство развития малого бизнеса. В общей сложности в правительстве 35 министерских постов.
7 июня Джейкоб Зума был госпитализирован для прохождения обследования, так как по заявлению АНК «президенту следует сделать перерыв», после чего в заявлении канцелярии президента было сказано, что «врачи удовлетворены состоянием президента».
17 марта 2015 года депутаты «Демократического альянса» инициировали голосование по вотуму недоверия Зуме, обвинив президента в «политизации» и снижении эффективности работы государственных институтов, росте коррупции и общем замедлении темпов экономического развития страны. Оппозиция также апеллировала к скандалу с нецелевым расходованием бюджетных средств, потраченных Зумой на реконструкцию своей частной резиденции в посёлке Нкандла. Согласно опубликованному весной 2014 года докладу общественного защитника Тули Мадонселы, под предлогом обновления системы безопасности на территории усадьбы был возведён ряд объектов личного пользования на общую сумму 246 млн рандов ($16 млн), включая центр для посетителей, частную клинику, бассейн и загон для скота. За отставку Зумы проголосовали лишь 113 депутатов, против — 221.
1 сентября 2015 года «Демократический альянс» вновь призвал парламент проголосовать по вопросу об отстранении президента от должности на основании ст. 89 конституции в связи с «серьёзным нарушением национального законодательства». Таким образом оппозиция квалифицировала отказ властей арестовать суданского президента Омара аль-Башира, посетившего ЮАР в июне 2015 года для участия в саммите Африканского союза. В 2009 году ордер на арест аль-Башира был выдан Международным уголовным судом, юрисдикцию которого признаёт ЮАР. В июне 2015 года соответствующее решение вынес Северный высокий суд провинции Хаутень. Однако по окончании саммита президент Судана беспрепятственно покинул ЮАР. Руководство «Демократического альянса» обвинило Зуму в саботаже решения суда. Сторонники президента в ходе дебатов упрекали оппозицию в «отсутствии африканской солидарности» и ссылались на правовой иммунитет аль-Башира как действующего главы государства. По итогам голосования за досрочное прекращение полномочий Зумы высказались лишь 100 депутатов, против — 211.
1 марта 2016 года «Демократический альянс» предпринял третью попытку вынесения вотума недоверия президенту. На этот раз речь шла о 783 эпизодах коррупции, вымогательства и мошенничества, предположительно совершённых им на посту вице-президента при заключении государственных контрактов на покупку вооружений в 1999—2005 годы. В апреле 2009 года дело против Зумы было закрыто за недостатком доказательств, но в феврале 2016 года «Демократический альянс» обратился в Высокий суд Претории с требованием возобновить расследование, поскольку на прокурора Мокотеди Mпше, принимавшего решение о закрытии дела, могло быть оказано давление. 29 апреля иск был удовлетворён — расследование продолжилось. Также вновь был поднят вопрос о тратах на реконструкцию усадьбы Зумы в Нкандле. Президент в ответ на обвинения заявил, что готов компенсировать потраченные средства лишь по требованию министра по делам полиции Нати Нхлеко, ответственного за «ключевые объекты». Нхлеко, в свою очередь, поддержал президента. За отстранение Зумы от должности при голосовании высказались лишь 99 депутатов, против — 225, воздержались — 22.
5 апреля 2016 года новая попытка отстранения от должности Джейкоба Зумы по ст. 89 опять была спровоцирована скандалом вокруг резиденции в Нкандле. На этот раз в Конституционный суд ЮАР обратилась партия «Борцы за экономическую свободу». Суд признал законными требования общественного защитника вернуть в казну растраченные Зумой средства. 1 апреля президент выступил с речью по национальному телевидению, попросив прощения и пообещав выполнить требования суда. Тем не менее парламентская оппозиция не удовлетворилась принесёнными извинениями и выступила за досрочное прекращение его полномочий. Помимо «Демократического альянса» требование отставки поддержали и другие партии оппозиции. Депутаты АНК, однако, сочли, что после принесённых президентом извинений инцидент исчерпан, и назвали попытку его отстранения от должности «империалистическим заговором». По итогам голосования Зуму поддержали 233 депутата, за импичмент высказались 143.
10 ноября 2016 года, спустя восемь дней после публикации нового доклада общественного защитника «Состояние захвата» (State of Capture), «Демократический альянс» инициировал вотум недоверия в четвёртый раз. В спровоцировавшем широкий общественный резонанс документе были представлены факты связей президента с семьёй проживающих в ЮАР индийских бизнесменов Гупта, а также их влияния на экономическую и кадровую политику южноафриканского правительства. Сам Зума обвинения отверг. Несмотря на то что на этот раз с критикой в его адрес выступили помимо оппозиции некоторые члены правящего АНК, на голосовании в парламенте сторонники импичмента вновь оказались в меньшинстве — 126 против 214.

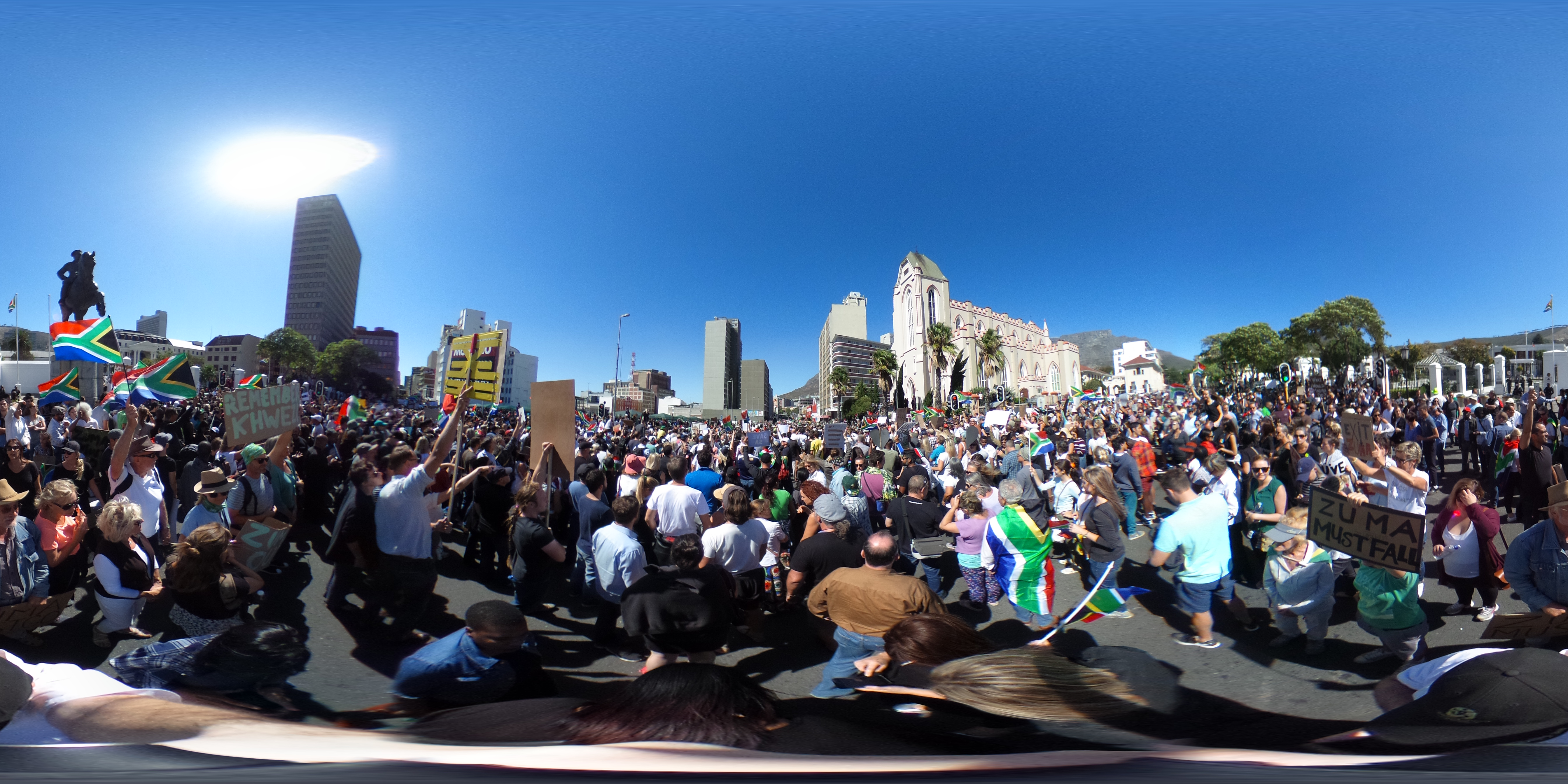
Демонстрация протеста в Кейптауне против политики президента Зумы, весна 2017 года

В седьмой раз добиваться досрочного прекращения президентских полномочий Джейкоба Зумы южноафриканскую оппозицию побудили произведённые им 27 марта 2017 года перестановки в правительстве. В числе пяти министров, лишившихся своих должностей, оказался министр финансов Правин Гордан — авторитетный член коммунистической партии, находящийся в конфликте с кланом Гупта. По сообщениям прессы, глава государства счёл его ответственным за блокировку политики экономических реформ, предусматривающей передачу контроля над экономикой от «монополистического белого капитала» чернокожим предпринимателям и перераспределение в их пользу земельной собственности.
Инициировавшие голосование партии «Демократический альянс», «Борцы за экономическую свободу» и «Объединённое демократическое движение» надеются привлечь на свою сторону недовольных действиями Зумы членов «Африканского национального конгресса» и его союзников по парламентской коалиции. Критика президента уже неоднократно звучала в рядах АНК, однако на заседании исполнительного комитета партии, прошедшего за закрытыми дверями 27 мая, большинство его членов выступили против досрочного лишения его президентских полномочий.
Оппозиция обратилась в Конституционный суд ЮАР с требованием провести тайное голосование, предоставляющее возможность депутатам правящего большинства нарушить партийную дисциплину. 22 июня Конституционный суд постановил, что регламент Национальной ассамблеи даёт спикеру Балеке Мбете (представительница АНК) «достаточно полномочий», чтобы объявить тайное голосование.
29 декабря 2017 года Конституционный суд ЮАР постановил, что парламент страны не выполнил предписание конституции не допускать нарушение президентом законов. По мнению судей, депутаты нижней палаты должны были отстранить от власти президента Зуму после того, как вскрылись факты коррупции с его стороны. Крис Джафта, судья Конституционного суда, заявил: «Национальная ассамблея просто обсудила вопрос об отставке и проголосовала, но она не приняла всех мер, предусмотренных конституцией для такого рода случаев». Оппозиция приветствовала решение Конституционного суда. Генеральный секретарь оппозиционной партии «Борцы за экономическую свободу» Годрич Гарди сказал: «Мы очень довольны. Как долго Зума продержится у власти будет зависеть от спикера и от правящей партии. Будем надеется, что не всё потеряно и у них ещё проснётся совесть и здравый смысл».

#### Отставка
13 февраля 2018 года Генеральный секретарь АНК Эйс Магашуле передал Зуме письмо с требованием об уходе в отставку. Накануне стало известно, что партия выдвинула президенту ультиматум, потребовав от него самостоятельно подать в отставку в течение двух суток. Зума отклонил этот ультиматум, пожелав остаться на этом посту ещё на три месяца, но в исполнительном комитете партии просьбу Зумы отклонили.
14 февраля Зума заявил о своей отставке. Исполняющим обязанности президента стал вице-президент Сирил Рамафоса.
В марте 2018 года Зуме предъявили обвинения в коррупции, вымогательстве и отмывании денег. Об этом сообщил глава Национального управления судебных преследований ЮАР Шон Эбрахамс.
В июне 2021 года Зуму приговорили к 15 месяцам тюрьмы за неуважение к суду из-за его отказа дать показания комиссии, расследующей обвинения в коррупции. Его арест привёл к массовым протестам сторонников Зумы в провинции Квазулу-Натал. Позже протесты распространились на провинцию Гаутенг. В сентябре 2021 года правосудие подтвердило осуждение Джейкоба Зумы к 15 месяцам лишения свободы. В сентябре его освободили по состоянию здоровья. Но в декабре было принято решение, что он должен вернуться в тюрьму.
11 августа 2023 года Зума явился для отбытия оставшихся тринадцати месяцев заключения в тюрьму, но уже через два часа вновь вышел на свободу: он попал под действие государственной программы, предусматривающей досрочное освобождение преступников «с низким уровнем общественной опасности».

## Политические высказывания

### Высказывания против гомосексуалов
Зума критиковал гомосексуальные группы 24 сентября 2006 года во время национального праздника «День наследия», заявив, что однополые браки это «позор для нации и Бога», и что во времена его юности он бы не стал бы терпеть гомосексуала перед собой, немедленно отправив его в нокаут. Впоследствии, после протестов, он извинился перед теми, кто был обижен его высказыванием, сказав, что уважает вклад гомосексуалов и лесбиянок в борьбу за свободу Южной Африки и ту роль, которую они продолжают играть в создании успешной нерасистской, недискриминационной ЮАР.

### Высказывания о подростковой беременности
По поводу участившейся подростковой беременности Зума заявил, что у малолетних матерей надо забирать детей, а их самих надо отправлять на учёбу и заставлять получать образование, а также о необходимости обеспечить доступность презервативов во всех заведениях.

### Замечания об африканерсах
Выступая в отеле Хилтон в Йоханнесбурге (по его утверждениям, не для целей предвыборной кампании), Зума сказал:

Из всех белых групп Южной Африки только африканеры — настоящие южноафриканцы в подлинном смысле слова. Они до сих пор не держат два паспорта, только один. Они здесь навсегда.
Оригинальный текст (англ.)Of all the white groups that are in South Africa, it is only the Afrikaners that are truly South Africans in the true sense of the word. Up to this day, they don't carry two passports; they carry one. They are here to stay.— http://www.mg.co.za/article/2009-04-03-zuma-only-the-afrikaners-who-are-truly-south-africans

## Личная жизнь
Джейкоб Зума — официальный многожёнец и первый президент Южной Африки, официально заявивший о приверженности традиционному для зулусов многожёнству. У него 8 жён (из них 5 — официальные). Первый раз Джейкоб Зума женился на Гертруде Сизакеле Хуало в 1973 году в 31-летнем возрасте, вскоре после своего выхода из тюрьмы, куда он был заключён за борьбу против режима апартеида. Впоследствии он женился на Кейт Зума, которая скончалась в 2000 году, затем — на Нкосазане Дламини-Зума (позднее он с ней развёлся, она стала министром иностранных дел, после чего занимала пост министра внутренних дел). Со своей четвёртой женой Номпумелело Нтули он сочетался браком в 2007 году. Предпоследний раз Джейкоб Зума сочетался законным браком 4 января 2010 года с Тобекой Мадиба. 20 апреля 2012 года Зума вступил в брак с Глорией Бонги Нгема. Сообщается, что у него 18 собственных детей.